# Epsilon Corvi
Epsilon Corvi (ε Crv / ε Corvi) é uma estrela na constelação de Corvus.
Epsilon Corvi tem magnitude aparente 3,017 e pertence à classe espectral K. Está a cerca de 303 anos-luz da Terra.